# Paul Jamin (pilote)
Pour les articles homonymes, voir Paul Jamin et Jamin.

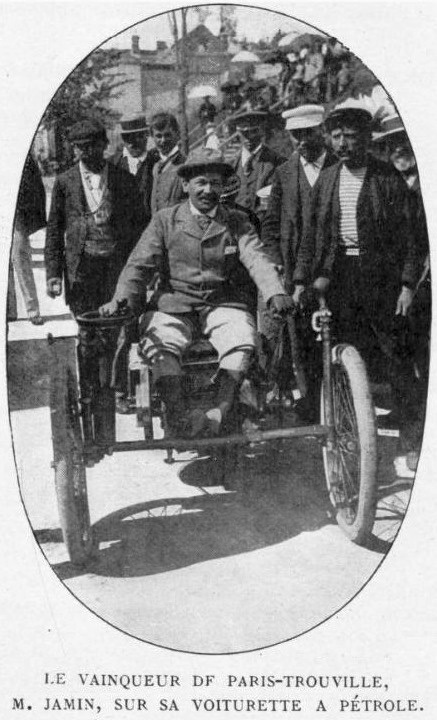
Paul Jamin, vainqueur de Paris-Trouville 1897 sur voiturette Bollée.

Paul Jamin (né au Mans le 27 septembre 1874 et mort le 12 décembre 1952) est un ancien pilote automobile français sarthois.

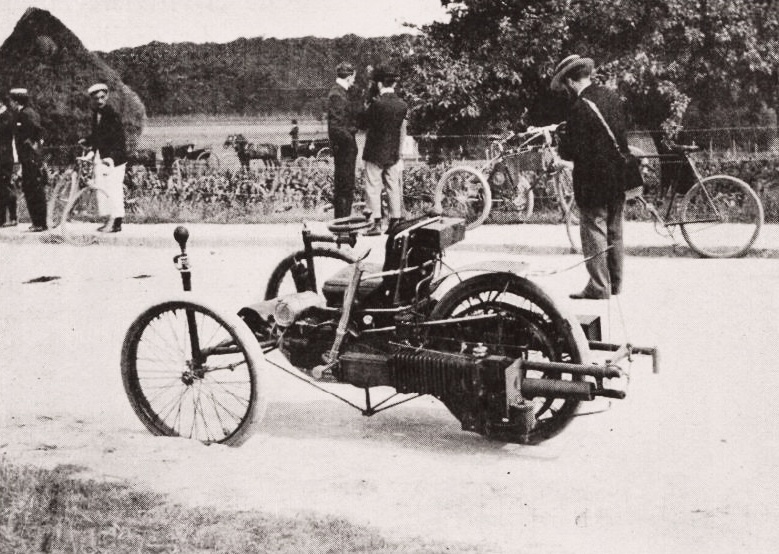
La voiturette à pétrole de Paul Jamin gagnante au Paris-Trouville.

## Biographie

Une Léon-Bollée tricar tandem deux sièges London to Brighton de 1898 (ici 4HP un cylindre).

Affilié à l'Union auto-cycliste de la Sarthe (UACS), il court sur un tricar (tricycle) Bollée surnommé Le tue belle-mère (biplace en tandem frontal) et dit pour la première fois voiturette par Léon Bollée, s'imposant en 1897 -face à 58 adversaires- au Paris-Dieppe le 24 juillet sur 171 kilomètres (Pellier finissant 4e, et Amédée Bollée lui-même 14e), et trois semaines plus tard au Paris-Trouville le 14 août sur 173 kilomètres (Péan et Bertier terminant respectivement 5e et 10e, toujours avec ce même constructeur). Jamin est l'officieux champion pour l'année 1897, et il assiste également à la première course disputée au Mans, la "Fête de la reine bicyclette et du prince automobile", entre le 29 et le 30 mai. En 1898 il obtient un troisième succès lors de Tours-Blois-Tours, et il termine avec sa 8CV deux cylindres deuxième lors de la première édition de la seconde course de côte organisée en France, la côte de Chanteloup (et premier de la catégorie voiturettes/motocycles, le 27 novembre 1898). Il dispute encore pour Bollet le premier Tour de France automobile en 1899, en accomplissant deux des sept étapes, le Nice-Castellane-Nice aussi en 1899, et le Bordeaux-Périgueux-Bordeaux en 1900 (course de près de 320 kilomètres). Il est ainsi devenu l'un des Sportsmen, comme l'on surnomme alors les affiliés de l'UACS qui disputent des compétitions (Carel, Pellier, Gaullier, Durand...), l'organisation étant présidée par Amédée Bollet en personne.
En 1905 il fait partie du Comité d'initiative automobile sartois, en vue d'organiser une compétition majeure sur un circuit dans le département, à la suite de l'interdiction des courses sur route de ville à ville. Avec René Pellier, le Docteur Moreau et la famille Singher, il est l'un des instigateurs du premier Grand Prix automobile de France en 1906 (disputé le 26 juin), pour le compte de l'Automobile Club de la Sarthe (devenu l'Automobile Club de l'Ouest, ou A.C.O., en 1913), fondé le 24 janvier de la même année par Pellier, Gustave Singher, Georges Durand et Georges Carel.
En 1907, il est de la réunion informelle où l’Aéro-Club de la Sarthe est fondé (avec Léon Bollée, Pellier, Durand, Singher, Carel, Gaulier et Verney).
Le 22 août 1908, il est encore présent lors du vol de démonstration de Wilbur Wright aux Hunaudières, aidant ce dernier à décoller avec les frères Bollée et Pellier. Il devient commissaire lors du deuxième vol le 4 septembre, assisant encore à celui du 22 septembre (où Wright bat tous les records du monde en vigueur à l'époque).
En 1922 est organisée le 8 juillet par l'A.C.O. (dont Jamin n'est encore que le vice-président) une course commémorative du Paris-Trouville de 1897, sur le même trajet et à la même vitesse moyenne horaire exigée (un "Grand concours international de régularité").
Jamin succède à Gustave Singher (président depuis 1910) à la tête de l'Automobile Club de l'Ouest en 1947, assumant ses fonctions jusqu'en 1951 (Jean-Marie Lelièvre prenant alors la relève).
En 1949, il est nommé Chevalier de la Légion d'honneur.